# هربس الشفة
هربس الشفة (بالإنجليزية: Herpes labialis)‏ الذي يعرف أيضًا باسم الزُفجة أو القروح الباردة أو بثور الحمى، هو نوع من أنواع العدوى بفيروس الهربس البسيط الذي يصيب الشفة بشكل رئيسي. تتضمن الإصابة بشكل أساسي ألمًا حارقًا يتبعه ظهور بثور صغيرة أو تقرحات. قد تترافق الهجمة الأولى بظهور حمى والتهاب في الحلق وتضخم العقد اللمفية. عادةً ما تشفى الإصابة الجلدية في غضون عشرة أيام، لكن الفيروس يبقى في طور السكون في العقدة ثلاثية التوائم.
عادةً ما تنتج الإصابة عن العدوى بفيروس الهربس البسيط من النوع 1 وأحيانًا فيروس الهربس البسيط من النوع 2. تنتشر العدوى عادةً عن طريق الاتصال المباشر غير الجنسي، ويمكن أن تتحرض النوبات من خلال أشعة الشمس أو الحمى أو التوتر أو الدورة الشهرية. يمكن أن يؤدي الاحتكاك المباشر بالأعضاء التناسلية إلى الإصابة بالهربس التناسلي. يعتمد التشخيص عادةً على الأعراض ويتأكد من خلال إجراء اختبار محدد لتحري الفيروس.
تشمل الوقاية تجنب التقبيل أو استخدام الأغراض الشخصية للمصاب. تبين أن العلاج بأكسيد الزنك، العقاقير المخدرة أو مضادات الفيروسات من شأنه تخفيف الأعراض بشكل طفيف، إذ تقلل الأدوية المضادة للفيروسات أيضًا من تفشي العدوى.
يتأثر حوالي 2.5 من أصل 1000 من البشر في حالات تفشي العدوى في أي من السنوات. بعد حدوث النوبة الأولى من الإصابة، عادةً ما تحصل عدوى راجعة عند 33% من الأشخاص. غالبًا ما تحصل الإصابة عند الأشخاص الذين تقل أعمارهم عن 20 عامًا ويطور 80% منهم أجسام مضادة في هذا العمر. بالنسبة لأولئك الذين يحصل عندهم نكس الإصابة، فإن نوبات النكس لا تزيد عن ثلاث مرات في السنة. يتناقص تواتر نكس الإصابة بشكل عام مع الوقت.

## الأعراض والعلامات
عادةً ما تكون العدوى بفيروس الهربس لا عرضية وفي حال ظهور أعراض فإنها تتراجع في غضون أسبوعين. يتمثل العرض الرئيسي للعدوى الفموية بالتهاب الغشاء المخاطي في الخد واللثة المعروف باسم التهاب الخد واللثة الهربسي الحاد، والذي عادةً ما يظهر في غضون 5-10 أيام من الإصابة. قد تظهر أعراض أخرى بما في ذلك الصداع والغثيان والدوخة والتقرحات المؤلمة، التي يمكن الخلط بينها وبين التهاب الفم القلاعي والحمى والتهاب الحلق.
تتظاهر العدوى الأولية بفيروس الهربس البسيط عند المراهقين عادةً بالتهاب البلعوم الحاد مع ظهور آفات على الفم واللثة. يعاني بعض الأفراد من صعوبة في البلع (عسر بلع) وتضخم العقد اللمفية. غالبًا ما تؤدي الإصابة الأولية عند البالغين إلى التهاب بلعوم مشابه لالتهاب البلعوم الملاحظ في حالة الإصابة بالحمى الغدية (كثرة الوحيدات العدوائية)، ولكن إصابة اللثة أقل احتمالًا.
يكثر شيوع العدوى الفموية المتكررة عند المصابين بفيروس الهربس من النمط 1 أكثر من أولئك المصابين بالنمط 2 من الفيروس. تتطور الأعراض عادةً على ثماني مراحل:
المرحلة الكامنة (أسابيع إلى أشهر بدون ظهور أعراض): فترة هجوع؛ بعد الإصابة الأولية تنتقل الفيروسات إلى العقد العصبية الحسية (العقدة ثلاثية التوائم) وتبقى هناك كفيروسات هاجعة طويلة الأمد. قد تُطرح الجزيئات الفيروسية المعدية بدون أعراض خلال هذه المرحلة.
1. البادرة (اليوم 0-1): غالبًا ما يُسبق تكرار الإصابة بظهور أعراض. تبدأ الأعراض عادةً بتشوش حس (حكة) واحمرار الجلد حول المنطقة المصابة، قد تدوم هذه المرحلة من عدة ساعات إلى عدة أيام إذ تسبق ظهور أعراض الإصابة المرئية وهي الوقت الأمثل للمباشرة بالعلاج.[4]
2. الالتهاب (اليوم 1): يبدأ الفيروس في التكاثر وإصابة الخلايا في النهايات العصبية. تتفاعل الخلايا السليمة مع العدوى من خلال التورم والاحمرار اللذان يمثلان أعراض الإصابة.
3. ما قبل التقرح (اليوم 2-3): تتحدد هذه المرحلة من خلال ظهور حطاطات وحويصلات صغيرة وقاسية وملتهبة قد تسبب حكة وتكون مؤلمة عند اللمس. بمرور الوقت، تشكل هذه الحويصلات المليئة بالسوائل تجمعًا على نسيج الشفة، المنطقة الواقعة بين الشفة والبشرة (حوافِي الشِّفاه)، ويمكن أن تظهر على الأنف والذقن والخدين.[5]
4. آفة مفتوحة (اليوم 4): هذه المرحلة هي الأكثر إيلامًا وعدوى، إذ تنفتح جميع الحويصلات الصغيرة وتندمج لتكون تقرح كبير ومنتج للمفرزات. تنتج المفرزات ببطء من الأوعية الدموية والأنسجة الملتهبة. يُطرح الحمل الفيروسي النشط في هذه المفرزات وبالتالي فهي شديدة العدوى. قد تتطور الإصابة في هذه المرحلة إلى الحمى والتهاب الغدد اللمفية تحت الفك، وذلك اعتمادًا على الشدة.
5. تشكل الجلبات (اليوم 5-8): تبدأ الجلبات الذهبية/العسلية بالتشكل نتيجة المفرزات الغزيرة. تتشكل هذه الجلبات أو القشور البنية أو المصفرة من المصل الغني ببروتينات مساعدة مثل الأجسام المضادة، وليس من خلال الفيروس النشط. تظهر الأجسام المضادة عندما تبدأ مرحلة الشفاء. لا تزال التقرحات مؤلمة في هذه المرحلة، لكن الأكثر إيلامًا هو التشقق المستمر في الجلبات عند تحريك الشفة، كما في حالة الابتسام أو عند تناول الطعام. تستمر المفرزات الغنية بالفيروسات بالانطراح من التقرحات عبر أي شق متشكل.[6]
6. الشفاء (اليوم 9-14): يبدأ الجلد الجديد بالتشكل تحت القشرة ويتراجع الفيروس إلى طور الهجوع. تتشكل سلسلة من القشور فوق التقرحات (تسمى معقد ماير) كل واحدة أكبر من التي تسبقها. من الشائع حدوث حكة وتهيج وألم في هذه المرحلة.
7. ما بعد التقشر (اليوم 12-14): تبقى المنطقة مكان العدوى محمرة إذ تتجدد الخلايا التالفة، ولا يزال طرح الفيروسات مستمرًا في هذه المرحلة.

وبالتالي، غالبًا ما تسمى الإصابة المتكررة بهربس الشفة البسيط. يحدث النكس بشكل نادر داخل الفم (التهاب الفم بالهربس) ويؤثر على اللثة، النواتئ السنخية، الحنك الصلب وظهر اللسان، وقد يترافق بهربس الشفة.
قد تظهر الإصابة التي يسببها الهربس البسيط في زاوية الفم، ويمكن الخلط بينها وبين التهاب الشفة الزاوي الناتج عن مسبب آخر. قد يسمى أحيانًا «الهربس الزاوي البسيط». وإن القرحة الباردة التي تظهر في زاوية الفم مماثلة لتلك التي تظهر في أي مكان في الشفة من ناحية سير الإصابة. بدلًا من استخدام الكريمات المضادة للفطور، يُعالج الهربس الزاوي البسيط بنفس طريقة علاج القرحة الباردة، أي باستخدام مضادات الفيروسات الموضعية.

## الوقاية

### النظافة والسلوك
يمكن الحد من انتشار العدوى من خلال سلوكيات معينة مثل اجتناب لمس مكان العدوى وغسل اليدين باستمرار خلال الفترة المعدية واستخدام الغسولات الفموية (المضادة للفيروسات والبكتيريا) واجتناب الاتصال الوثيق بالآخرين (من خلال اجتناب التقبيل أو الجنس الفموي أو بعض أنواع الرياضات التي تتطلب احتكاكًا مباشرًا).
لا تنتقل العدوى بالهربس من مقاعد المرحاض أو الفراش أو حمامات السباحة أو من ملامسة الأشياء مثل الفضيات أو الصابون أو المناشف.

### الأدوية
نظرًا لصعوبة توقع ظهور العدوى واستمرارها لفترة قصيرة والشفاء السريع، فمن الصعب إجراء دراسات على القرحات الباردة. على الرغم من أن فامسيكلوفير يسرع الشفاء، لكنه لا يقي من الإصابة. يفيد استخدام فالاسيكلوفير ومزيج من الأسيكلوفير والهيدروكورتيزون بشكل مشابه في علاج تفشي الإصابة، لكنهما قد يساعدان أيضًا في الوقاية منها.
يعتبر تناول الأسيكلوفير وفالاسيكلوفير عن طريق الفم فعالًا في الوقاية من الإصابة بهربس الشفة المتكرر في حال تناولهما قبل ظهور أي أعراض أو التعرض لأي محرضات.

### المكملات الغذائية والتغذية
في دراسات مختلفة من الستينيات، تبين أن الأرجينين ضروري لانتساخ الفيروس. أشارت الأبحاث التي أجريت على متطلبات فيروس الهربس البسيط من الأحماض الأمينية إلى أن «نقص الأرجينين أو الهيستيدين، وربما وجود اللايسين، من شأنه أن يتداخل بشكل ملحوظ مع انتساخ الفيروس»، لكنها خلصت إلى أنه «لا يوجد تفسير جاهز متاح لأي من هذه الملاحظات».
تشير أدلة طبية أخرى إلى أن «زيادة امتصاص الأرجينين قد يسبب بشكل غير مباشر تقرحات البرد عن طريق إحداث خلل في توازن الأرجينين وحمض أميني آخر يسمى ليسين في الجسم»
وخلصت المراجعات الإضافية إلى أن «فعالية الليسين تكمن في الوقاية أكثر من العلاج» وأنه «لا يوجد دلائل تدعم استخدام الليسين في تقليل شدة أو انتشار المرض وهناك حاجة لمزيد من الأبحاث حيال هذا الموضوع». خلصت دراسة أجريت في عام 2017 أنه «يمكن للأطباء النظر في تقديم التوصية بالدور النظري لاستخدام الليسين في الوقاية من تقرحات الهربس البسيط لكن لا يوجد أدلة بحثية كافية تدعم ذلك. يستوجب أيضًا تحذير المرضى الذين يعانون من أمراض القلب والأوعية الدموية أو المرارة من المخاطر النظرية المحتملة لتناول الليسين».
لا يوجد في الوقت الحالي أدلة أو أبحاث علمية كافية لإثبات فرضية الليسين بشكل كامل، لكن تشير بعض الدراسات إلى فعاليته.